# Ablainzevelle
Ablainzevelle é uma comuna francesa na região administrativa de Altos da França, no departamento de Pas-de-Calais. Estende-se por uma área de 4,32 km². Em 2010 a comuna tinha 230 habitantes (densidade: 53,2 hab./km²).